# Relligat a mà

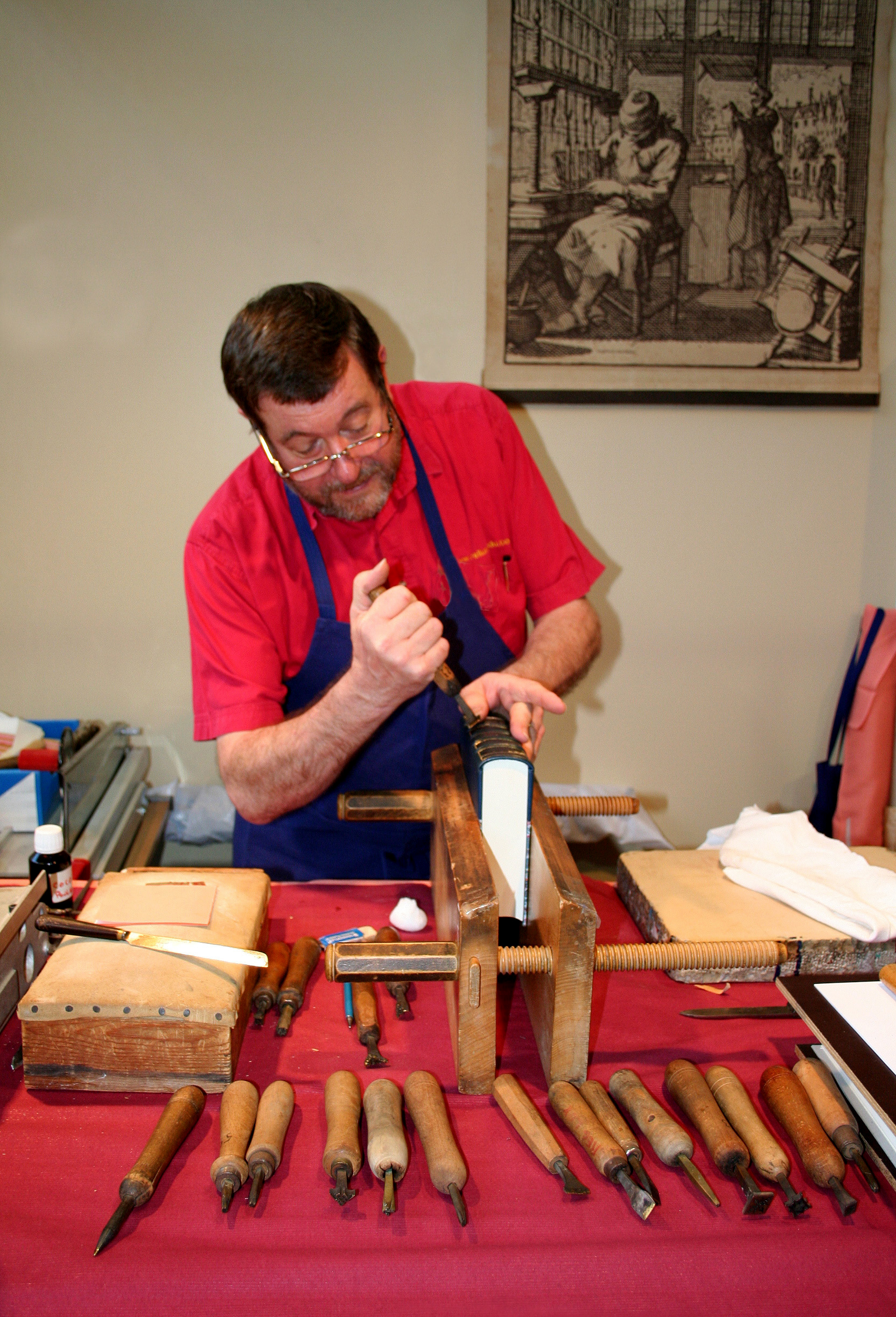
Un enquadernador en acció

La relligadura o enquadernació a mà i  restauració de llibres  es refereix al procés artesanal que consisteix a unir entre si, fulls -generalment de paper- en forma de quaderns, per fer o restaurar llibres. En aquest procés també s'hi afegeixen altres elements a l'exterior dels llibres, com les decoracions d'or, caixes o estoigs per a protegir els llibres, etc.. El procés el duu a terme un "artesà enquadernador" que en altres coses, a part d'enquadernador és restaurador de llibres.

## Procés

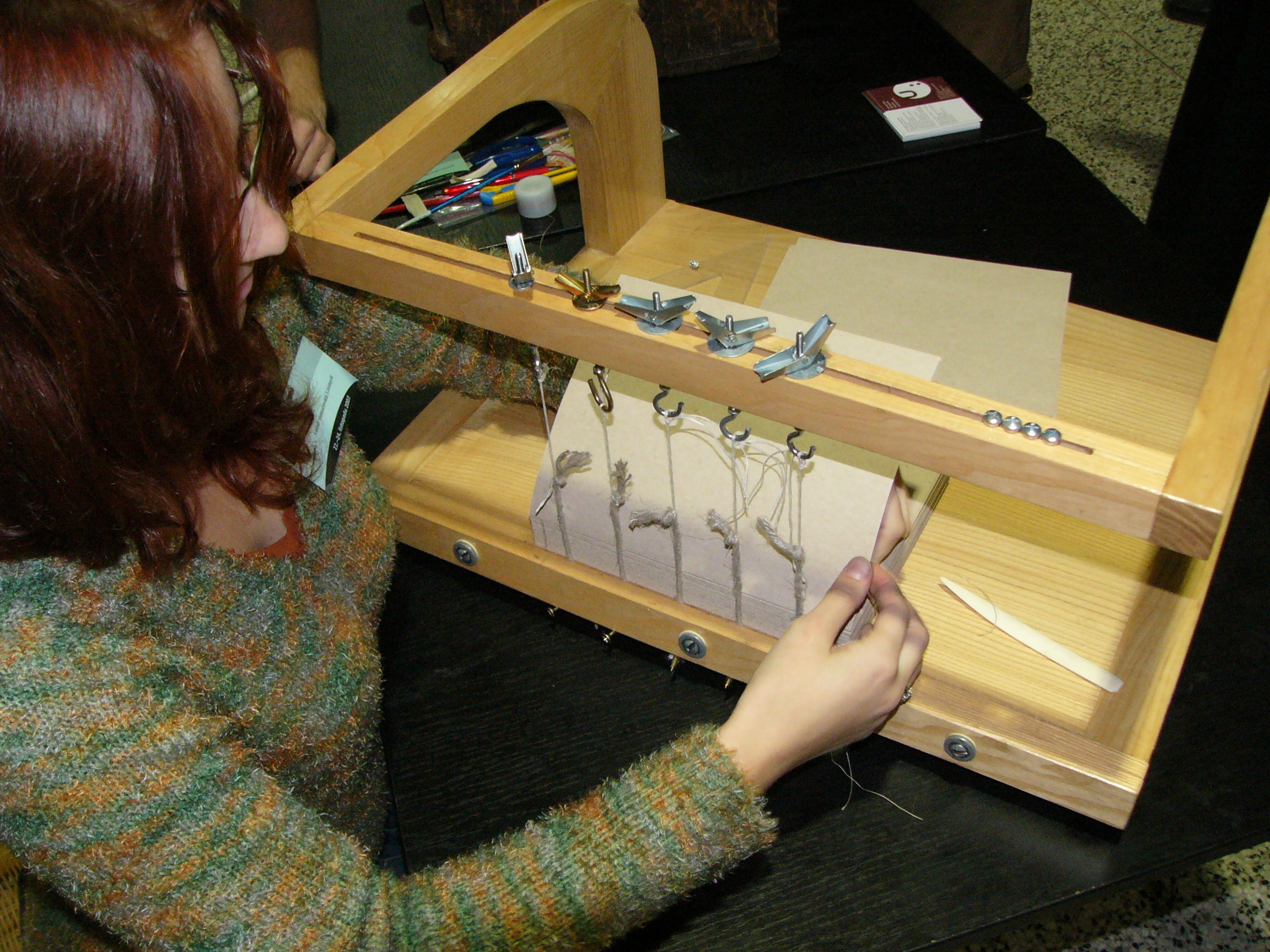
Cosit de les fulles

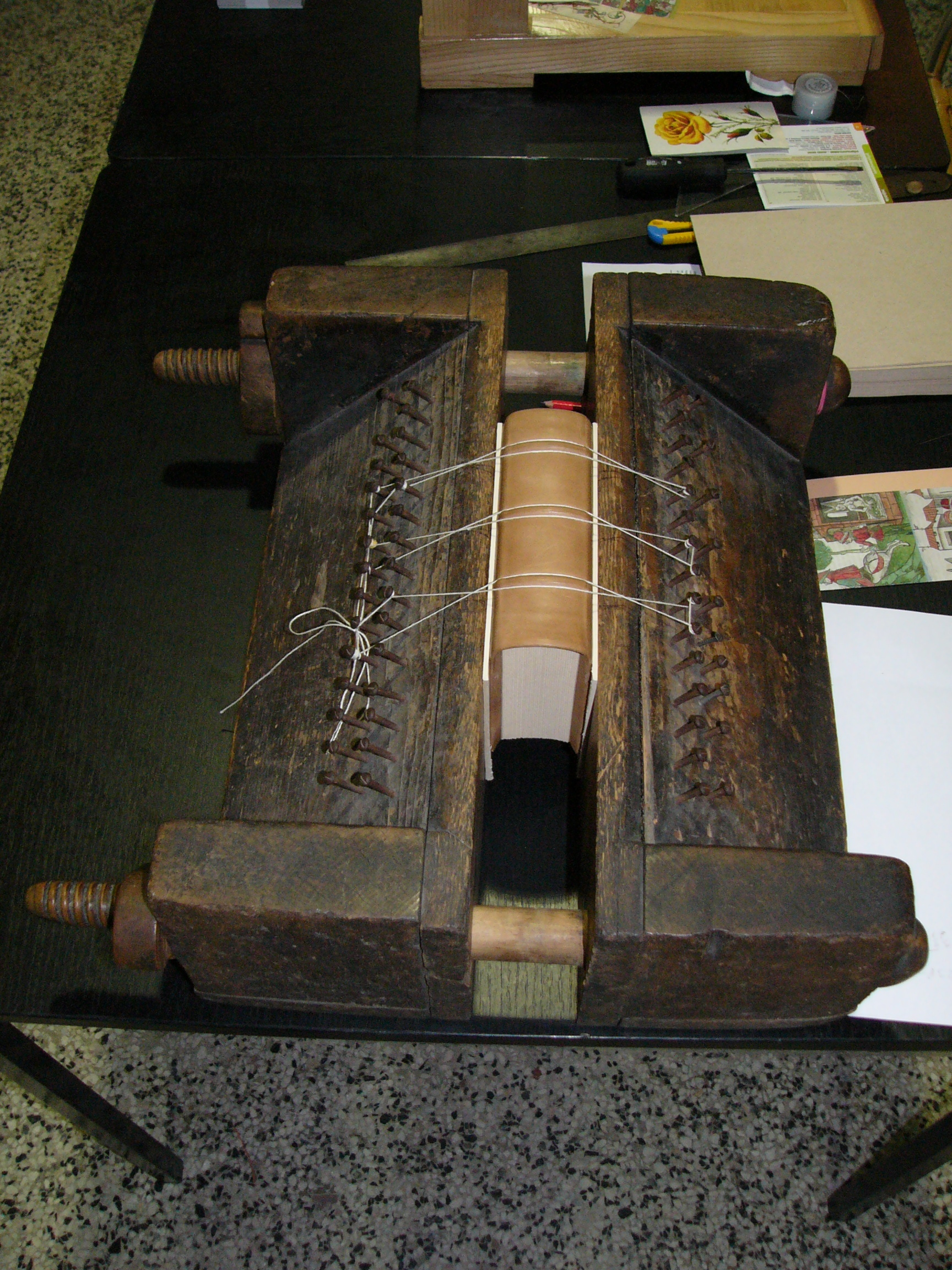
Premsa en què s'encola el bloc

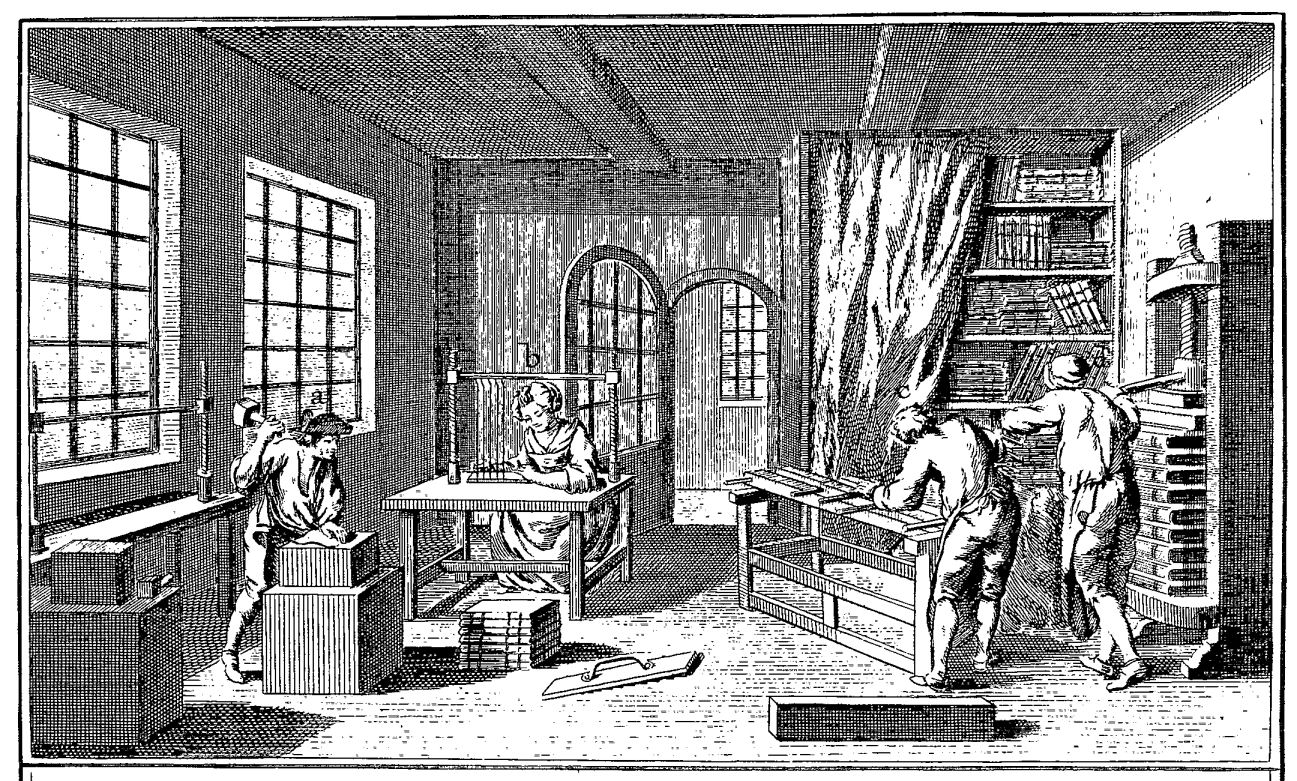
Taller d'enquadernació

En primer lloc, s'ordena numèricament les fulles o quaderns impresos i talla vores mitjançant la guillotina per unificar la seva mida i formar un bloc homogeni. Després, afegeix les fulles superior i inferior que formaran el començament i final de l'obra. Cus o enganxa les pàgines que formen el llibre juntament amb els fulls finals i les introdueix en una premsa per aglutinar i ajustar la seva alçada.
Seguidament, es mesura i talla les peces base per l'enquadernació. Segons el material utilitzat, es parlarà d'enquadernació en rústica (a base de paper o cartolina), cartoné (a base de cartró) o de pell. Introdueix el bloc en el motlle que li confereix la forma convexa característica i necessària per afegir el llom. Aplica cola al llom a mà o mecànicament per afegir-lo al conjunt de fulles i li afegeix la peça de roba interior.
La següent fase consisteix en l'elaboració i afegit de les tapes del llibre. Per això, talla el material seleccionat a la mida de l'obra utilitzant un cúter o una cisalla. Després, talla el material de cobertura d'acord amb les mesures del llibre (tela, pell, etc.) i l'enganxa a la base de forma manual o ajudat per maquinària. El bloc ja format passa per una premsa en la que es fixa la cola formant una obra unitària.
Ocasionalment, l'enquadernador imprimeix o estampa en or, plata o altres colors el títol del llibre o altres motius decoratius a la tapa i al llom. Eventualment, per motius comercials pot aplicar color a les vores de les pàgines utilitzant un coixinet, un raspall o un difusor.

## Enquadernador
Un enquadernador o relligador és la persona que té per ofici l'enquadernació de llibres, emprant el conjunt de procediments destinats a unir els fulls un llibre o fascicle i protegir-los amb alguna mena de protecció. L'enquadernador parteix de les pàgines impreses d'una obra ben soltes, bé formant quadernets i li afegeix una coberta exterior rígida utilitzant diferents materials i maquinària.

### Restauració de llibres
Un enquadernador pot especialitzar-se també en la reparació de volums antics. Per a aquest fi executa una o diverses de les accions descrites anteriorment.

## Tipus d'enquadernació
Hi ha diferents mètodes d'enquadernació, manuals i mecànics, que determinen en gran manera la forma i prestacions dels volums enquadernats. A grans trets, podem classificar les enquadernacions per les característiques de les cobertes (tapa dura o tapa tova), per la forma en què s'uneixen els fulls o plecs (cosits, encolats, en espiral, anellats...) o pels materials emprats en les cobertes (pell, cartronet...).